# ラム (聖書)
ラム（ヘブライ語: רם Rām）は、旧約聖書に登場する人物。ヘツロンの子で、ダビデ王の先祖。歴代誌上とルツ記に書かれた系図にその名がある。
新約聖書の記述ではアラム (Ἀράμ)、またはアルニ (Ἀρνὶ)とされている。